# Cine Metropol (Valencia)

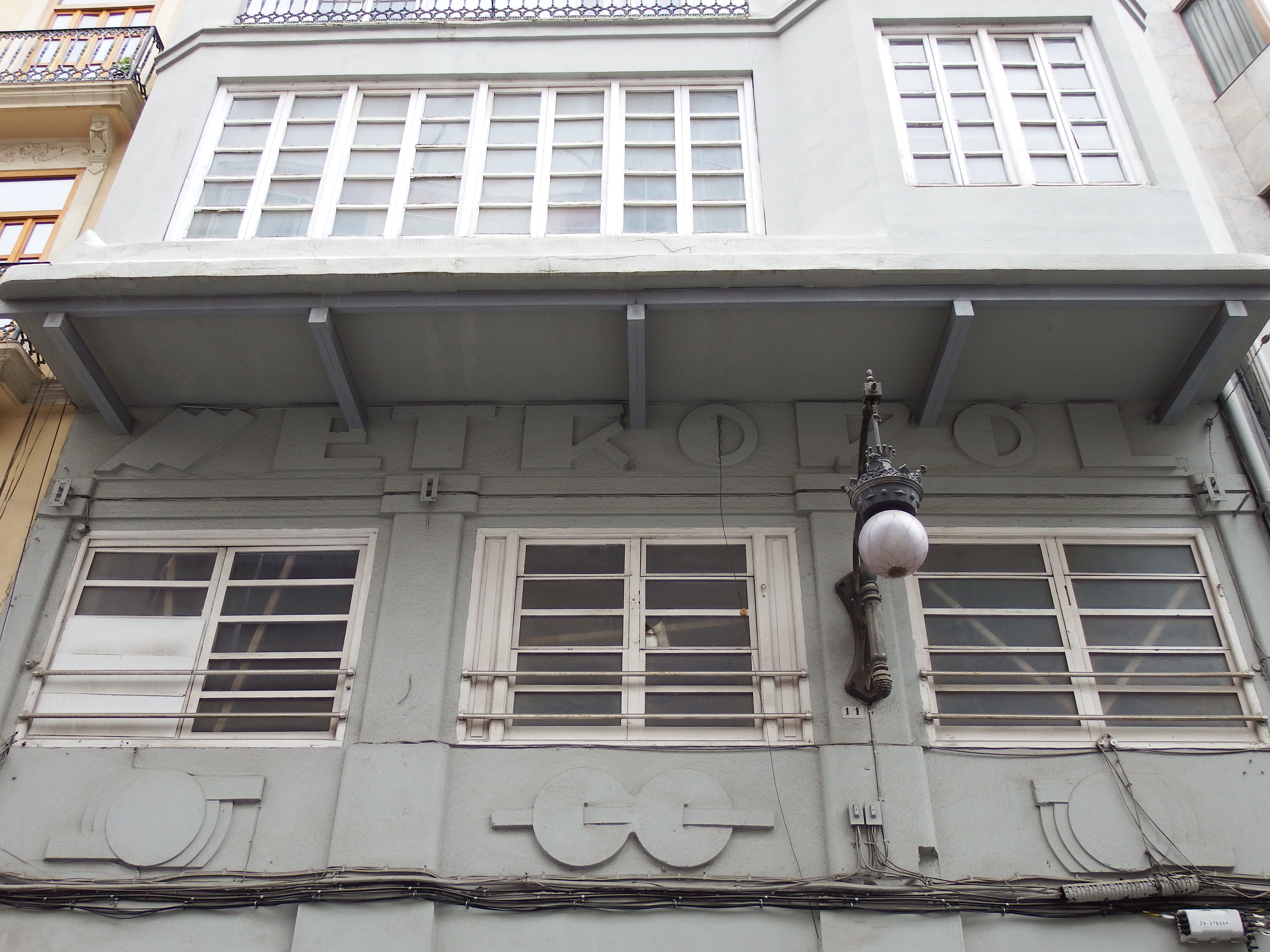
Tipografia y ornamentación art déco en la fachada del Cine Metropol.

El Cine Metropol situado en la calle Hernan Cortés número 9 de la ciudad de Valencia (España) fue un cine construido en el año 1934 con proyecto del arquitecto Francisco Javier Goerlich. Su estilo arquitectónico es el art déco valenciano.

## Edificio
Inicialmente fue construido en 1882 para uso residencial pero fue el arquitecto valenciano Francisco Javier Goerlich el que le dio su aspecto definitivo como sala de cine tras la reforma efectuada a partir de 1932 y que concluyó con la inauguración de la sala de cine, el sábado 27 de octubre de 1934. El cine fue construido a instancias de Vicent Miquel Carceller, empresario, escritor y editor de la popular revista satírica La Traca.
El edificio conjuga el art déco valenciano con elementos del racionalismo valenciano. El edificio consta de planta baja y cuatro alturas. Destacan en su conjunto los elementos de estilo art déco, como el mirador acristalado de la segunda planta y la tipografía y ornamentación geométrica típicamente art déco de la primera planta o entresuelo, identidad singular y distintiva que definiría la imagen popular del propio cine. 
El remate del edificio remite también a motivos arquitectónicos del art déco y del racionalismo. En su interior también se hallan distintos artesonados y motivos de estilo art déco que a día de hoy no han sido inventariados o catalogados por ninguna institución pública.
La sala llegó a contar con 1200 butacas. Es uno de los pocos edificios históricos que se conservan en Valencia de tiempos de la Segunda República Española. Cuando Valencia fue capital de la República, intelectuales cómo Miguel Hernández, Ernest Hemingway o Orson Welles se daban cita en el Metropol. Su valor patrimonial es importante debido a este hecho histórico y por tratarse de una destacada obra de Francisco Javier Goerlich, uno de los arquitectos más vanguardistas del siglo XX en Valencia y en España.
Su propietario, Vicent Miquel Carceller, sería fusilado por la dictadura en 1940, después de la guerra civil española. En la década de los cuarenta fue gestionado por el empresario Heliodoro Collado. En los años cincuenta pasó a ser gestionado por la familia Fayos que en los años noventa lo convertiría en un popular cine de reestreno con sesión doble. En febrero de 2001 el edificio sufrió un incendio, tras el cual nunca volvió a reabrir.

## Polémica urbanística
Desde mediados del año 2017 se desata una viva polémica en Valencia respecto a la intención de sus actuales propietarios de derribar por completo el edificio para edificar un hotel y al hecho de que el ayuntamiento de Valencia, en un inicio, no se oponga al derribo total, no habiendole otorgado el consistorio con anterioridad ninguna protección urbanística al edificio, a pesar de su evidente valor arquitectónico, patrimonial e histórico.
Distintas asociaciones relacionadas con el patrimonio valenciano, arquitectos y personalidades de la cultura valenciana se opondrán públicamente llevándose a cabo distintas acciones durante el año 2018 para promover su conservación: recogida de firmas, una concentración, manifiestos, artículos en prensa, etc.
A día de hoy el destino del histórico edificio es desconocido e incierto, continuando actualmente la polémica sobre su derribo, la solución de la cual no parece fácil, debido al alto valor del céntrico edificio y la indemnización que tendría que pagar el ayuntamiento de Valencia a sus actuales propietarios, todo ello teniendo en cuenta la creciente oposición popular al respecto de su demolición.